# برادي كلارك
برادي كلارك (بالإنجليزية: Brady Clark)‏ هو لاعب كرة قاعدة أمريكي، ولد في 18 أبريل 1973 في بورتلاند في الولايات المتحدة.

## وصلات خارجية
- برادي كلارك على موقع دوري كرة القاعدة الرئيسي (الإنجليزية)
- برادي كلارك على موقعبيزبول رفرنس.كوم (الدوري الرئيسي) (الإنجليزية)
- برادي كلارك على موقعبيزبول رفرنس.كوم (الدوري الثانوي) (الإنجليزية)
- برادي كلارك على موقع إي إس بي إن.كوم (أم.أل.بي) (الإنجليزية)
- برادي كلارك على موقع مشجعي الرسوم البيانية (الإنجليزية)